# Pays-Bas aux Jeux olympiques d'été de 2016
 (août 2016).
Si vous disposez d'ouvrages ou d'articles de référence ou si vous connaissez des sites web de qualité traitant du thème abordé ici, merci de compléter l'article en donnant les références utiles à sa vérifiabilité et en les liant à la section « Notes et références ».
Les Pays-Bas participent aux Jeux olympiques d'été de 2016 à Rio de Janeiro (Brésil) du 5 août au 21 août. Il s'agit de leur 26e participation à des Jeux d'été modernes.

## Médaillés

### Médailles d'or
| Sport                  | Discipline               | Athlète(s)               | Performance        | Date               |
| Médailles d'or : 8     | Médailles d'or : 8       | Médailles d'or : 8       | Médailles d'or : 8 | Médailles d'or : 8 |
| ---------------------- | ------------------------ | ------------------------ | ------------------ | ------------------ |
| Aviron                 | Deux de couple féminin   | Ilse Paulis Maaike Head  | 7 min 04 s 73      | 12 août            |
| Cyclisme sur piste     | Keirin féminin           | Elis Ligtlee             |                    | 13 août            |
| Cyclisme sur route     | Course en ligne féminine | Anna van der Breggen     | 3 h 51 min 27 s    | 7 août             |
| Gymnastique artistique | Poutre                   | Sanne Wevers             | 15 s 466 pts       | 15 août            |
| Natation               | 10 km femmes             | Sharon van Rouwendaal    | 1 h 56 min 32 s    | 15 août            |
| Natation               | 10 km hommes             | Ferry Weertman           | 1 h 52 min 59 s 80 | 16 août            |
| Voile                  | RS:X hommes              | Dorian van Rijsselberghe | 25 pts             | 14 août            |
| Voile                  | Laser radial femmes      | Marit Bouwmeester        | 61 pts             | 16 août            |

| Sport                  | Discipline                | Athlète(s) | Performance            | Date                   |
| Médailles d'argent : 7 | Médailles d'argent : 7    | Médailles d'argent : 7 | Médailles d'argent : 7 | Médailles d'argent : 7 |
| ---------------------- | ------------------------- | --- | ---------------------- | ---------------------- |
| Athlétisme             | 200 mètres féminin        | Dafne Schippers | 21 s 88                | 17 août                |
| Aviron                 | Quatre de couple féminin  | Chantal Achterberg Nicole Beukers Inge Janssen Carline Bouw | 6 min 50 s 33          | 11 août                |
| Boxe                   | Poids moyens femmes       | Nouchka Fontijn | 0-3                    | 21 août                |
| BMX                    | BMX masculin              | Jelle van Gorkom |                        | 19 août                |
| Cyclisme sur route     | Contre-la-montre masculin | Tom Dumoulin | 1 h 13 min 02 s 83     | 10 août                |
| Cyclisme sur piste     | Keirin masculin           | Matthijs Büchli |                        | 16 août                |
| Hockey sur gazon       | Tournoi féminin           | Naomi van As Willemijn Bos Carlien Dirkse van den Heuvel Margot van Geffen Eva de Goede Ellen Hoog Kelly Jonker Marloes Keetels Laurien Leurink Caia van Maasakker Kitty van Male Maartje Paumen Joyce Sombroek Maria Verschoor Xan de Waard Lidewij Welten | 3-3 (0-2)              | 19 août                |

| Sport                   | Discipline               | Athlète(s) | Performance             | Date                    |
| Médailles de bronze : 4 | Médailles de bronze : 4  | Médailles de bronze : 4                                                                                                   | Médailles de bronze : 4 | Médailles de bronze : 4 |
| ----------------------- | ------------------------ | --- | ----------------------- | ----------------------- |
| Aviron                  | Huit masculin            | Dirk Uittenbogaard Boaz Meylink Kaj Hendriks Boudewijn Roell Olivier Siegelaar Tone Wieten Mechiel Versluis Robert Lücken | 5 min 31 s 59           | 13 août                 |
| Beach-volley            | Tournoi masculin         | Alexander Brouwer Robert Meeuwsen                                                                                         | 23-21 / 22-20           | 18 août                 |
| Cyclisme sur route      | Contre-la-montre féminin | Anna van der Breggen | 44 min 37 s 80          | 10 août                 |
| Judo                    | Moins de 63 kg femmes    | Anicka van Emden | yuko                    | 9 août                  |

| Sport              |   |   |   | Total |
| Natation           | 2 | 0 | 0 | 2     |
| Voile              | 2 | 0 | 0 | 2     |
| Aviron             | 1 | 1 | 1 | 3     |
| Cyclisme sur route | 1 | 1 | 1 | 3     |
| Cyclisme sur piste | 1 | 1 | 0 | 2     |
| Gymnastique        | 1 | 0 | 0 | 1     |
| Athlétisme         | 0 | 1 | 0 | 1     |
| BMX                | 0 | 1 | 0 | 1     |
| Boxe               | 0 | 1 | 0 | 1     |
| Hockey sur gazon   | 0 | 1 | 0 | 1     |
| Beach-volley       | 0 | 0 | 1 | 1     |
| Judo               | 0 | 0 | 1 | 1     |
| Total              | 8 | 7 | 4 | 19    |

| Jour    |   |   |   | Total |
| 6 août  | 0 | 0 | 0 | 0     |
| 7 août  | 1 | 0 | 0 | 1     |
| 8 août  | 0 | 0 | 0 | 0     |
| 9 août  | 0 | 0 | 1 | 1     |
| 10 août | 0 | 1 | 1 | 2     |
| 11 août | 0 | 1 | 0 | 1     |
| 12 août | 1 | 0 | 0 | 1     |
| 13 août | 1 | 0 | 1 | 2     |
| 14 août | 1 | 0 | 0 | 1     |
| 15 août | 2 | 0 | 0 | 2     |
| 16 août | 2 | 1 | 0 | 3     |
| 17 août | 0 | 1 | 0 | 1     |
| 18 août | 0 | 0 | 1 | 1     |
| 19 août | 0 | 2 | 0 | 2     |
| 20 août | 0 | 0 | 0 | 0     |
| 21 août | 0 | 1 | 0 | 1     |

## Athlétisme

### Homme

#### Course
| Athlètes                                                                 | Compétitions          | Série   | Série | Demi-Finales | Demi-Finales | Finale          | Finale  |
| Athlètes                                                                 | Compétitions          | Temps   | Rang  | Temps        | Rang         | Temps           | Rang    |
| ------------------------------------------------------------------------ | --------------------- | ------- | ----- | ------------ | ------------ | --------------- | ------- |
| Churandy Martina                                                         | 100 mètres            | 10 s 22 | 5e    | Eliminé      | Eliminé      | Eliminé         | Eliminé |
| Solomon Bockarie                                                         | 100 mètres            | 10 s 36 | 5e    | Eliminé      | Eliminé      | Eliminé         | Eliminé |
| Churandy Martina                                                         | 200 mètres            | 20 s 29 | 2e    | 20 s 10      | 2e           | 20 s 13         | 5e      |
| Solomon Bockarie                                                         | 200 mètres            | 20 s 42 | 3e    | Eliminé      | Eliminé      | Eliminé         | Eliminé |
| Liemarvin Bonevacia                                                      | 400 mètres            | 45 s 49 | 3e    | 45 s 03      | 7e           | Eliminé         | Eliminé |
| Abdi Nageeye                                                             | Marathon              | NC      | NC    | NC           | NC           | 2 h 13 min 01 s | 11e     |
| Solomon Bockarie Hensley Paulina Liemarvin Bonevacia Giovanni Codrington | Relais 4 × 100 mètres | 38 s 53 | 8e    | NC           | NC           | Eliminé         | Eliminé |

#### Concours
| Athlétes       | Compétitions | Série    | Série | Finale   | Finale  |
| Athlétes       | Compétitions | Résultat | Rang  | Résultat | Rang    |
| -------------- | ------------ | -------- | ----- | -------- | ------- |
| Fabian Florant | Triple saut  | 16,51 m  | 22e   | Eliminé  | Eliminé |

### Femmes

#### Course
| Athlètes                                                          | Compétitions          | Série    | Série | Demi-Finales | Demi-Finales | Finale   | Finale            |
| Athlètes                                                          | Compétitions          | Temps    | Rang  | Temps        | Rang         | Temps    | Rang              |
| ----------------------------------------------------------------- | --------------------- | -------- | ----- | ------------ | ------------ | -------- | ----------------- |
| Dafne Schippers                                                   | 100 mètres            | 11 s 16  | 1er   | 10 s 90      | 2e           | 10 s 90  | 5e                |
| Dafne Schippers                                                   | 200 mètres            | 22 s 51  | 1er   | 21 s 96      | 1er          | 21 s 88  | Médaille d'argent |
| Tessa van Schagen                                                 | 200 mètres            | 23 s 41  | 4e    | Eliminé      | Eliminé      | Eliminé  | Eliminé           |
| Jamile Samuel                                                     | 200 mètres            | 23 s 04  | 3e    | Eliminé      | Eliminé      | Eliminé  | Eliminé           |
| Sifan Hassan                                                      | 800 mètres            | 2:00.27  | 5e    | Eliminé      | Eliminé      | Eliminé  | Eliminé           |
| Sifan Hassan                                                      | 1 500 mètres          | 4:06.64  | 1er   | 4:03.62      | 2e           | 4:11.23  | 5e                |
| Maureen Koster                                                    | 1 500 mètres          | 4:13.15  | 8e    | Eliminé      | Eliminé      | Eliminé  | Eliminé           |
| Susan Kuijken                                                     | 5 000 mètres          | 15:19.96 | 5e    | NC           | NC           | 15:00.69 | 8e                |
| Susan Kuijken                                                     | 10 000 mètres         | NC       | NC    | NC           | NC           | 31:32.43 | 14e               |
| Jip Vastenburg                                                    | 10 000 mètres         | NC       | NC    | NC           | NC           | 32:08.92 | 28e               |
| Andrea Deelstra                                                   | Marathon              | NC       | NC    | NC           | NC           | 2:40:49  | 60e               |
| Nadine Visser                                                     | 100 mètres haies      | 13.07    | 4e    | Eliminé      | Eliminé      | Eliminé  | Eliminé           |
| Jamile Samuel Dafne Schippers Tessa van Schagen Naomi Sedney      | Relais 4 × 100 mètres | 42.88    | 6e    | NC           | NC           | Eliminé  | Eliminé           |
| Madiea Ghafoor Lisanne de Witte Nicky van Leuveren Laura de Witte | Relais 4 × 400 mètres | 3:26.98  | 5e    | NC           | NC           | Eliminé  | Eliminé           |

## Aviron
Légende: FA = finale A (médaille) ; FB = finale B (pas de médaille) ; FC = finale C (pas de médaille) ; FD = finale D (pas de médaille) ; FE = finale E (pas de médaille) ; FF = finale F (pas de médaille) ; SA/B = demi-finales A/B ; SC/D = demi-finales C/D ; SE/F = demi-finales E/F ; QF = quarts de finale; R= repêchage
Hommes
| Athlète | Compétition                      | Séries        | Séries | Repêchage     | Repêchage | Demi-finales  | Demi-finales | Finale        | Finale                              |
| Athlète | Compétition                      | Temps         | Rang   | Temps         | Rang      | Temps         | Rang         | Temps         | Rang                                |
| --- | -------------------------------- | ------------- | ------ | ------------- | --------- | ------------- | ------------ | ------------- | ----------------------------------- |
| Roel Braas Mitchel Steenman | Deux sans barreur                | 7 min 22 s 93 | 4 R    | 6 min 34 s 16 | 1 SA/B    | 6 min 26 s 94 | 4 FB         | 7 min 01 s 88 | 8                                   |
| Harold Langen Peter van Schie Vincent van der Want Govert Viergever                                                                               | Quatre sans barreur              | 6 min 00 s 55 | 3 SA/B | Exempt        | Exempt    | 6 min 21 s 04 | 3 FA         | 6 min 08 s 38 | 5                                   |
| Joris Pijs Tim Heijbrock Jort van Gennep Björn van den Ende                                                                                       | Quatre sans barreur poids légers | 6 min 07 s 88 | 3 SA/B | Exempt        | Exempt    | 6 min 12 s 87 | 5 FB         | 6 min 37 s 28 | 11                                  |
| Dirk Uittenbogaard Boaz Meylink Kaj Hendriks Boudewijn Roell Olivier Siegelaar Tone Wieten Mechiel Versluis Robert Lücken Peter Wiersum (barreur) | Huit                             | 5 min 36 s 16 | 2 R    | 5 min 52 s 95 | 2 FA      | NC            | NC           | 5 min 31 s 59 | Médaille de bronze, Jeux olympiques |

Femmes
| Athlète | Compétition                 | Séries        | Séries | Repêchage     | Repêchage | Demi-finales  | Demi-finales | Finale        | Finale                             |
| Athlète | Compétition                 | Temps         | Rang   | Temps         | Rang      | Temps         | Rang         | Temps         | Rang                               |
| --- | --------------------------- | ------------- | ------ | ------------- | --------- | ------------- | ------------ | ------------- | ---------------------------------- |
| Aletta Jorritsma Karien Robbers | Deux de couple              | 7 min 23 s 10 | 5 R    | 8 min 03 s 07 | 5 FC      | NC            | NC           | 8 min 23 s 61 | 13                                 |
| Maaike Head Ilse Paulis | Deux de couple poids légers | 6 min 57 s 28 | 1 SA/B | Exempt        | Exempt    | 7 min 13 s 93 | 1 FA         | 7 min 04 s 73 | Médaille d'or, Jeux olympiques     |
| Chantal Achterberg Nicole Beukers Carline Bouw Inge Janssen                                                                                        | Quatre de couple            | 6 min 38 s 58 | 3 R    | 6 min 24 s 61 | 1 FA      | NC            | NC           | 6 min 50 s 33 | Médaille d'argent, Jeux olympiques |
| Wianka van Dorp Claudia Belderbos Lies Rustenburg José van Veen Ellen Hogerwerf Sophie Souwer Monica Lanz Olivia van Rooijen Ae-Ri Noort (barreur) | Huit                        | 6 min 14 s 36 | 2 R    | 6 min 35 s 96 | 4 FA      | NC            | NC           | 6 min 08 s 37 | 6                                  |

## Badminton
| Athlète                     | Compétition  | Phase de groupes                                  | Phase de groupes                             | Phase de groupes                              | Phase de groupes | 1/8 de finale    | Quarts de finale                            | Demi-finales     | Finale           | Finale    |
| Athlète                     | Compétition  | Adversaire Score                                  | Adversaire Score                             | Adversaire Score                              | Rang             | Adversaire Score | Adversaire Score                            | Adversaire Score | Adversaire Score | Rang      |
| --------------------------- | ------------ | ------------------------------------------------- | -------------------------------------------- | --------------------------------------------- | ---------------- | ---------------- | ------------------------------------------- | ---------------- | ---------------- | --------- |
| Eefje Muskens / Selena Piek | Double dames | battent Supajirakul / Taerattanachai 21-13, 22-20 | battent Gutta / Ponnappa 21-16, 16-21, 21-17 | battues par Matsutomo / Takahashi 9-21, 11-21 | 2e Gr. A         | NC               | battues par Jung / Shin 13-21, 22-20, 14-21 | Éliminées        | Éliminées        | Éliminées |
| Jacco Arends / Selena Piek  | Double mixte | battus par Kazuno / Kurihara 14-21, 19-21         | battus par Ko / Kim 10-21, 10-21             | battent Chew / Subandhi 21-15, 21-19          | 3e Gr. D         | NC               | Éliminés                                    | Éliminés         | Éliminés         | Éliminés  |

## Cyclisme

### Cyclisme sur route
Hommes
| Athlète           | Compétition      | Temps           | Rang |
| ----------------- | ---------------- | --------------- | ---- |
| Tom Dumoulin      | Course en ligne  | non terminé     | NC   |
| Tom Dumoulin      | Contre-la-montre | 1 h 13 min 02 s | 2e   |
| Steven Kruijswijk | Course en ligne  | 6 h 22 min 23 s | 39e  |
| Bauke Mollema     | Course en ligne  | 6 h 13 min 36 s | 17e  |
| Wout Poels        | Course en ligne  | non terminé     | NC   |
| Wout Poels        | Contre-la-montre | non terminé     | NC   |

Femmes
| Athlète              | Compétition      | Temps           | Rang |
| -------------------- | ---------------- | --------------- | ---- |
| Anna van der Breggen | Course en ligne  | 3 h 51 min 27 s | 1re  |
| Anna van der Breggen | Contre-la-montre | 44 min 37 s 80  | 3e   |
| Ellen van Dijk       | Course en ligne  | 3 h 56 min 24 s | 21e  |
| Ellen van Dijk       | Contre-la-montre | 44 min 48 s 74  | 4e   |
| Annemiek van Vleuten | Course en ligne  | non terminé     | NC   |
| Marianne Vos         | Course en ligne  | 3 h 52 min 41 s | 9e   |

### Cyclisme sur piste
Vitesse
| Athlète | Compétition                 | Qualification | Qualification | 1er tour                 | Repêchages 1             | 2e tour                  | Repêchages 2             | Quarts de finale         | Demi-finales             | Finale                   | Finale |
| Athlète | Compétition                 | Temps Vitesse | Rang          | Adversaire Temps Vitesse | Adversaire Temps Vitesse | Adversaire Temps Vitesse | Adversaire Temps Vitesse | Adversaire Temps Vitesse | Adversaire Temps Vitesse | Adversaire Temps Vitesse | Rang   |
| ------- | --------------------------- | ------------- | ------------- | ------------------------ | ------------------------ | ------------------------ | ------------------------ | ------------------------ | ------------------------ | ------------------------ | ------ |
|         | Vitesse individuelle hommes |               |               |                          |                          |                          |                          |                          |                          |                          |        |
|         |                             |               |               |                          |                          |                          |                          |                          |                          |                          |        |
|         | Vitesse par équipes hommes  |               |               | NC                       | NC                       | NC                       | NC                       | NC                       | NC                       |                          |        |
|         | Vitesse individuelle femmes |               |               |                          |                          |                          |                          |                          |                          |                          |        |
|         |                             |               |               |                          |                          |                          |                          |                          |                          |                          |        |
|         | Vitesse par équipes femmes  |               |               | NC                       | NC                       | NC                       | NC                       | NC                       | NC                       |                          |        |

Keirin
| Athlète | Compétition   | 1er tour | Repêchage | 2e tour | Finale |
| Athlète | Compétition   | Rang     | Rang      | Rang    | Rang   |
| ------- | ------------- | -------- | --------- | ------- | ------ |
|         | Keirin hommes |          |           |         |        |
|         |               |          |           |         |        |
|         | Keirin femmes |          |           |         |        |
|         |               |          |           |         |        |

Poursuite
| Athlète | Compétition                  | Qualification | Qualification | Demi-finales        | Demi-finales | Finale              | Finale |
| Athlète | Compétition                  | Temps         | Rang          | Adversaire Résultat | Rang         | Adversaire Résultat | Rang   |
| ------- | ---------------------------- | ------------- | ------------- | ------------------- | ------------ | ------------------- | ------ |
|         | Poursuite par équipes hommes |               |               |                     |              |                     |        |

Omnium
| Athlète | Compétition   | Scratch | Poursuite | Poursuite | Élimination | Contre-la-montre | Contre-la-montre | Tour lancé | Tour lancé | Course aux points | Course aux points | Total | Rang |
| Athlète | Compétition   | Rang    | Temps     | Rang      | Rang        | Temps            | Rang             | Temps      | Rang       | Points            | Rang              | Total | Rang |
| ------- | ------------- | ------- | --------- | --------- | ----------- | ---------------- | ---------------- | ---------- | ---------- | ----------------- | ----------------- | ----- | ---- |
|         | Omnium hommes |         |           |           |             |                  |                  |            |            |                   |                   |       |      |
|         | Omnium femmes |         |           |           |             |                  |                  |            |            |                   |                   |       |      |

### VTT
| Athlète | Compétition              | Temps | Rang |
| ------- | ------------------------ | ----- | ---- |
|         | Cross-country VTT hommes |       |      |
|         |                          |       |      |

### BMX
| Athlète           | Compétition | Qualifications | Qualifications | Quarts de finale | Quarts de finale | Demi-finales | Demi-finales | Finale   | Finale |
| Athlète           | Compétition | Résultat       | Rang           | Résultat         | Rang             | Résultat     | Rang         | Résultat | Rang   |
| ----------------- | ----------- | -------------- | -------------- | ---------------- | ---------------- | ------------ | ------------ | -------- | ------ |
| Niek Kimmann      | BMX hommes  |                |                |                  |                  |              |              |          |        |
| Twan van Gendt    | BMX hommes  |                |                |                  |                  |              |              |          |        |
| Jelle van Gorkom  | BMX hommes  |                |                |                  |                  |              |              |          |        |
| Laura Smulders    | BMX femmes  |                |                | NC               | NC               |              |              |          |        |
| Merle van Benthem | BMX femmes  |                |                | NC               | NC               |              |              |          |        |

## Handball

### Tournoi féminin
L'équipe des Pays-Bas de handball féminin se qualifie pour les Jeux en remportant le tournoi mondial 1 de qualification olympique 2016.

## Hockey sur gazon

### Tournoi masculin
L'équipe des Pays-Bas de hockey sur gazon participe aux Jeux en tant que vainqueur du Championnat d'Europe de hockey sur gazon masculin 2015.

### Tournoi féminin
L'équipe des Pays-Bas de hockey sur gazon féminin se qualifie pour les Jeux via la Ligue mondiale de hockey sur gazon féminin 2014-2015.

## Natation
| Athlète                                                                              | Épreuve         | Séries        | Séries | Demi-finales | Demi-finales | Finale        | Finale  |
| Athlète                                                                              | Épreuve         | Temps         | Rang   | Temps        | Rang         | Temps         | Rang    |
| ------------------------------------------------------------------------------------ | --------------- | ------------- | ------ | ------------ | ------------ | ------------- | ------- |
| Marrit Steenbergen Femke Heemskerk Inge Dekker Ranomi Kromowidjojo Maud van der Meer | 4 × 100 m libre | 3 min 35 s 94 | 5e Q   | NC           | NC           | 3 min 33 s 81 | 4e      |
| Kira Toussaint                                                                       | 100 m dos       | 1 min 01 s 17 | 18e    | Éliminé      | Éliminé      | Éliminé       | Éliminé |

| Athlète             | Épreuve     | Séries        | Séries | Demi-finales | Demi-finales | Finale   | Finale   |
| Athlète             | Épreuve     | Temps         | Rang   | Temps        | Rang         | Temps    | Rang     |
| ------------------- | ----------- | ------------- | ------ | ------------ | ------------ | -------- | -------- |
| Maarten Brzoskowski | 400 m libre | 3 min 48 s 00 | 18e    | NC           | NC           | Éliminée | Éliminée |

## Tir à l'arc
| Athlète                                            | Compétition | Tour préliminaire | Tour préliminaire | 1er tour                    | 2e tour                      | 3e tour          | Quarts de finale  | Demi-finales                     | Match pour la médaille de bronze | Match pour la médaille de bronze | Finale           | Finale |
| Athlète                                            | Compétition | Score             | Rang              | Adversaire Score            | Adversaire Score             | Adversaire Score | Adversaire Score  | Adversaire Score                 | Adversaire Score                 | Rang                             | Adversaire Score | Rang   |
| -------------------------------------------------- | ----------- | ----------------- | ----------------- | --------------------------- | ---------------------------- | ---------------- | ----------------- | -------------------------------- | -------------------------------- | -------------------------------- | ---------------- | ------ |
| Sjef van den Berg                                  | Individuel  | 684               | 4e                | Bat Arne Jensen             | Bat Mete Gazoz               | Bat Ricardo Soto | Bat Lee Seung-yun | Battu par Jean-Charles Valladont | Battu par Brady Ellison          | 4e                               | non qualifié     | 4e     |
| Mitch Dielemans                                    | Individuel  | 634               | 58e               | Battu par Takaharu Furukawa | non qualifié                 | non qualifié     | non qualifié      | non qualifié                     | non qualifié                     | non qualifié                     | non qualifié     | 38e    |
| Rick van der Ven                                   | Individuel  | 663               | 27e               | Battu par Patrick Huston    | non qualifié                 | non qualifié     | non qualifié      | non qualifié                     | non qualifié                     | non qualifié                     | non qualifié     | 65e    |
| Sjef van den Berg Mitch Dielemans Rick van der Ven | Par équipes | 1981              | 9e                | Bat Espagne 5 - 1           | Battu par Corée du Sud 0 - 6 | non qualifié     | non qualifié      | non qualifié                     | non qualifié                     | non qualifié                     | non qualifié     | 8e     |

## Volley-ball

### Tournoi féminin
L'équipe des Pays-Bas de volley-ball féminin se qualifie pour les Jeux via le tournoi de qualification olympique de Tokyo en mai 2016.